# Вітсандей (острів)
Вітсандей (англ. Whitsunday) — острів Великого Бар'єрного рифу в Австралії, є частиною архіпелагу Вітсандей. Знаменитий пляжем Вайтхевен із мілинами з білого піску. Своєю назвою острів зобов'язаний капітану Куку, який пропливав повз нього в 1770 році у День Святої Трійці (Whitsunday з англійської — Трійця).

## Опис
Острів безлюдний. До 1860 року на ньому мешкало плем'я Нгаро. Площа острова близько 19 тис. га. Скелі острова покриті тропічними лісами, які порізані фіордами. Тут відсутні туристичні бази, уздовж берегів простягається пляж, покритий білосніжним піском. Довжина пляжу складає 7 км, він входить у топ-10 кращих пляжів планети. Туристи, які прибули на острів, можуть зупинятися в наметовому таборі.

## Клімат
Клімат на Вітсандеї субтропічний з теплими зимами. Завдяки пасатам тут завжди прекрасні погодні умови. Звичайно з травня по серпень пасати володіють більшою силою. Найхолодніший місяць року — липень, а найтепліший — січень. У період з лютого по березень імовірні циклони. Середня температура повітря 27,2 °C. Температура води варіює від 20 до 24 °С. Середньостатистична кількість опадів становить 1792 мм в рік, з них 60 % випадає в сезон дощів (січень-березень).